# Stanaford
Stanaford és una concentració de població designada pel cens dels Estats Units a l'estat de Virgínia de l'Oest. Segons el cens del 2000 tenia 1.443 habitants.

## Demografia
Segons el cens del 2000, Stanaford tenia 1.443 habitants, 595 habitatges, i 449 famílies. La densitat de població era de 296,4 habitants per km².
Dels 595 habitatges en un 24,2% hi vivien nens de menys de 18 anys, en un 60,7% hi vivien parelles casades, en un 12,1% dones solteres, i en un 24,4% no eren unitats familiars. En el 21,5% dels habitatges hi vivien persones soles el 10,3% de les quals corresponia a persones de 65 anys o més que vivien soles. El nombre mitjà de persones vivint en cada habitatge era de 2,43 i el nombre mitjà de persones que vivien en cada família era de 2,79.
Per edats la població es repartia de la següent manera: un 19,4% tenia menys de 18 anys, un 8,3% entre 18 i 24, un 21,1% entre 25 i 44, un 32,6% de 45 a 60 i un 18,5% 65 anys o més.
L'edat mediana era de 46 anys. Per cada 100 dones de 18 o més anys hi havia 87,9 homes.
La renda mediana per habitatge era de 30.640 $ i la renda mediana per família de 33.750 $. Els homes tenien una renda mediana de 35.313 $ mentre que les dones 32.188 $. La renda per capita de la població era de 16.775 $. Entorn de l'11,1% de les famílies i el 16,7% de la població estaven per davall del llindar de pobresa.

## Poblacions més properes
El següent diagrama mostra les poblacions més properes.